# Круглиця
Круглиця (пол. Krąglica) — гора заввишки 943 метри, розташована у гірському пасмі Високий Діл. Знаходиться в Західних Бещадах у Польщі, неподалік від кордону зі Словаччиною та Україною.
Високий Діл історично був межею, якою проходив поділ етнографічних територій розселення українських груп лемків та бойків.
До 1946 року на цих територіях українці складали більшість населення, проте під час «Операції Вісла» їх було виселено до Польщі.
Головне пасмо гір Високий Діл проходить через гору Яворну (992 м) на південь, та закінчується Круглицею.